# Aerangis spiculata
Aerangis spiculata es una orquídea epífita originaria de África.

## Distribución y hábitat
Se encuentra  en Madagascar y las Comoras en los bosques húmedos siempreverdes en las elevaciones desde el nivel del mar hasta los 1000 m s. n. m.

## Descripción
Es una planta pequeña de tamaño que prefiere clima caliente a fresco, es epífita, con un corto tallo leñoso que tiene  de 2 a 7 hojas oblongo-elípticas, cuneadas, con el ápice bi-lobulado de manera desigual, de color grisáceo verdoso, con el margen algunas veces ondulado, a veces, de color rojizo. Florece en una inflorescencia arqueada  colgante de 30 a 75 cm de largo, con muchas  [de 12 a 20]  flores de color blanco puro con 7.5 cm de ancho. Produce la floración en la primavera

## Taxonomía
Aerangis spiculata fue descrita por (Finet) Senghas  y publicado en Die Orchidee 23(6): 226. 1972.
Etimología
El nombre del género Aerangis procede de las palabras griegas: aer = (aire) y angos = (urna), en referencia a la forma del labelo.
spiculata: epíteto latino que significa "puntiaguda".
Sinonimia
- Leptocentrum spiculatum (Finet) Schltr. 1915;
- Plectrelminthus spiculatus (Finet) Summerh. 1949;
- Rhaphidorhynchus spiculatus Finet 1907[1][4][5]